# Motoki Funahashi
Pour les articles homonymes, voir Funahashi (homonymie).
Motoki Funahashi (舩橋 求己, Funahashi Motoki), né le 14 août 1911 à Okayama, dans la préfecture du même nom et mort le 4 février 1984 dans l'arrondissement de Nakagyō de la ville de Kyoto, est un fonctionnaire et homme politique japonais, maire de Kyoto de 1971 à 1981.

## Biographie
Motoki Funahashi naît le 14 août de la 44e année de l'ère Meiji (1911) à Okayama. Il effectue ses études secondaires au Deuxième collège d'Okayama, puis intègre la faculté d'économie de l'université impériale de Kyoto. Il en est diplômé en 1934 et est embauché par la mairie de Kyoto (ja). Durant sa formation, il est assigné au bureau des transports et devient notamment conducteur sur l'ancien tramway de Kyoto (de). Il est ensuite directeur général du bureau de l'habitation, puis du bureau des affaires civiles et du bureau des eaux. Le 9 juin 1967, il est nommé adjoint au maire Kiyoshi Tomii par le conseil municipal (ja),. À l'échéance du mandat de Tomii, qui ne se représente pas, Funahashi décide de se lancer dans la course à la mairie. Il reçoit alors l'appui du Parti socialiste et du Parti communiste et fait face à Eiichi Nagasue (ja), candidat soutenu par les Démocrates socialistes et les Libéraux-démocrates. Il fait campagne contre le Parti libéral-démocrate, qu'il accuse de jouer un rôle dans la pollution au niveau national, les accidents routiers et le réarmement. Il milite pour étendre les services d'aqueduc, construire de nouvelles unités d'habitation, promouvoir les industries locales, la mobilité et le verdissement. Il est élu le 21 février 1971. Le gouverneur de la préfecture de Kyoto de l'époque Torazō Ninagawa (ja) le félicite et lui déclare qu'il « saluait la coopération entre le gouvernement préfectoral et le gouvernement municipal ». À l'aube des élections municipales de 1975, la coalition socialiste-communiste (ja) s'effondre, mais les autres partis politiques nationaux accordent tout de même leur soutien à Funahashi. Il remporte l'élection, soutenu par cinq partis, face aux candidats mineurs Michikazu Masuda et Gan Takada. Son gouvernement est alors surnommé « haricot aux cinq couleurs (ja) », un aliment local, qui symbolise aussi les cinq partis le soutenant. Aux élections municipales de 1979, Funahashi est soutenu par six partis, le Nouveau club libéral (en) lui apportant son appui aussi. Il remporte ces élections aussi, avec une large majorité sur son adversaire. Durant son mandat de maire, il est également vice-président de l'Association nationale des maires progressistes et directeur de l'Association japonaise des maires (ja). Il est connu pour avoir aboli l'ancien tramway et promu la construction d'un métro, en plus d'être le premier à déclarer un décret municipal concernant les canettes vides.
En mai 1981, durant son troisième mandat, il s'effondre chez lui dû à une hémorragie méningée. Il annonce ainsi sa retraite pour le 26 juillet,. Il meurt d'une pneumonie le 4 février 1984 à l'hôpital municipal de Kyoto (ja) à l'âge de 72 ans,.
L'ingénieur Doko Toshio était son oncle, tandis que l'homme politique Kakunosuke Fushimi (ja) était son cousin.

## Résultats électoraux
| Inscrits                 | Inscrits                 | Inscrits                 | 1 025 583 |             |  |  |
| Abstentions              | Abstentions              | Abstentions              | 420 468   | 41 %        |  |  |
| Votants                  | Votants                  | Votants                  | 605 115   | 59 %        |  |  |
|                          |                          |                          |           |             |  |  |
| Bulletins enregistrés    | Bulletins enregistrés    | Bulletins enregistrés    | 605 115   |             |  |  |
| Bulletins blancs ou nuls | Bulletins blancs ou nuls | Bulletins blancs ou nuls | 3 602     | 0,6 %       |  |  |
| Suffrages exprimés       | Suffrages exprimés       | Suffrages exprimés       | 601 513   | 99,4 %      |  |  |
|                          |                          |                          |           |             |  |  |
|                          | Candidat                 | Parti                    | Suffrages | Pourcentage |  |  |
|                          | Motoki Funahashi (élu)   | Indépendant              | 310 590   | 51,63 %     |  |  |
|                          | Eiichi Nagasue (ja)      | Indépendant              | 288 482   | 47,96 %     |  |  |
|                          | Gan Takada (ja)          | Hankyō Zenkoku Yūzeitai  | 1 116     | 0,19 %      |  |  |
|                          | Akimitsu Kazama          | Indépendant              | 731       | 0,12 %      |  |  |
|                          | Michikazu Masuda (ja)    | Seiji Kōdan Taiheikai    | 594       | 0,1 %       |  |  |

| Inscrits                 | Inscrits                           | Inscrits                 | 1 038 381 |             |  |  |
| Abstentions              | Abstentions                        | Abstentions              | 835 907   | 80,5 %      |  |  |
| Votants                  | Votants                            | Votants                  | 202 474   | 19,5 %      |  |  |
|                          |                                    |                          |           |             |  |  |
| Bulletins enregistrés    | Bulletins enregistrés              | Bulletins enregistrés    | 202 474   |             |  |  |
| Bulletins blancs ou nuls | Bulletins blancs ou nuls           | Bulletins blancs ou nuls | 5 263     | 2,6 %       |  |  |
| Suffrages exprimés       | Suffrages exprimés                 | Suffrages exprimés       | 197 211   | 97,4 %      |  |  |
|                          |                                    |                          |           |             |  |  |
|                          | Candidat                           | Parti                    | Suffrages | Pourcentage |  |  |
|                          | Motoki Funahashi (sortant) (réélu) | Indépendant              | 185 178   | 93,9 %      |  |  |
|                          | Michikazu Masuda                   | Seiji Kōdan Taiheikai    | 7 877     | 3,99 %      |  |  |
|                          | Gan Takada                         | Hankyō Zenkoku Yūzeitai  | 4 156     | 2,11 %      |  |  |

| Inscrits                 | Inscrits                           | Inscrits                 | 1 027 483 |             |  |  |
| Abstentions              | Abstentions                        | Abstentions              | 861 748   | 83,87 %     |  |  |
| Votants                  | Votants                            | Votants                  | 165 735   | 16,13 %     |  |  |
|                          |                                    |                          |           |             |  |  |
| Bulletins enregistrés    | Bulletins enregistrés              | Bulletins enregistrés    | 165 735   |             |  |  |
| Bulletins blancs ou nuls | Bulletins blancs ou nuls           | Bulletins blancs ou nuls | 4 338     | 2,62 %      |  |  |
| Suffrages exprimés       | Suffrages exprimés                 | Suffrages exprimés       | 161 397   | 97,38 %     |  |  |
|                          |                                    |                          |           |             |  |  |
|                          | Candidat                           | Parti                    | Suffrages | Pourcentage |  |  |
|                          | Motoki Funahashi (sortant) (réélu) | Indépendant              | 151 180   | 93,67 %     |  |  |
|                          | Moriya Hatashin                    | Indépendant              | 10 217    | 6,33 %      |  |  |